# George Beauclerk
Pour les articles homonymes, voir George Beauclerk (homonymie) et Beauclerk.
George Beauclerk (26 décembre 1704 - 11 mai 1768) est un officier de l'armée britannique, le sixième fils de Charles Beauclerk (1er duc de Saint-Albans) et de son épouse Diana de Vere, fille de Aubrey de Vere (20e comte d'Oxford).

## Militaire de carrière
Beauclerk sert au 1er Régiment de la garde à Pied, et est promu au grade de capitaine et de lieutenant-colonel en septembre 1736. En 1745, il est nommé aide-de-camp du roi George II, avec le grade de colonel, et en 1747, il obtient le commandement du 8e Régiment de Marines (par la suite dissous), puis est transféré le 15 mars 1748 au 19e Régiment d'infanterie. En 1753, il est nommé Gouverneur de fort Landguard, occupant le poste jusqu'à sa mort. Il est promu au grade de major-général, en 1755, à celui de lieutenant-général, en 1758, et exerce les fonctions de Commandant en Chef en Écosse de 1756 à 1767.

## Carrière politique
Il est député pour New Windsor de 1744 à 1754. Il est élu de nouveau en 1768 mais il meurt le lendemain de la première réunion du Parlement.